# Esteghlal Ahvaz FC
L'Esteghlal Ahvaz Football Club (en persa باشگاه فوتبال استقلال اهواز) és un club de futbol iranià de la ciutat d'Ahvaz, Khuzestan.

## Història
El club va ser fundat el 1948 per Hakim Shoushtari, com una branca del Taj Tehran FC, essent anomenat Taj Ahvaz FC. L'any 1973 ascendí a la Copa Takht Jamshid però no era permès que existissin dos clubs amb el mateix nom a la lliga i fou forçat a seguir en categories inferiors. Després de la revolució islàmica canvià el seu nom per Esteghlal Ahvaz FC. L'any 1991 ascendí per fi a la màxima categoria iraniana. Fou segon d'aquesta competició la temporada 2006-07.

## Presidents
- Nasrollah Heibodi (-2002)
- Ali Shafizadeh (2002-2006)
- Shahram Shafizadeh (2006-Present)

## Entrenadors
- Mehdi Monajati
- Amir Ghalenoei (2002)
- Jalal Cheraghpour (2002)
- Bahram Atef (2002-2003)
- Nasser Hejazi (2003-2004)
- Luka Bonačić (2004-2005)
- Martik Khachatourian (2005)
- Mahmoud Yavari (2005)
- Srđan Gemaljević (2005-2006)
- Firouz Karimi (2006-2007)
- Majid Jalali (2007-2008)
- Karim Boustani (2008, interí)
- Mahmoud Yavari (2008)
- Reza Ahadi (2008)
- Akbar Misaghian (2008-2009)

## Futbolistes destacats
| - Ebrahim Tahami - Fereydoon Fazli - Milad Meydavoudi - Ebrahim Mirzapour - Jalal Kameli Mofrad - Hojat Zadmahmoud - Ruhollah Bigdeli | - Ali Badavi - Mojtaba Shiri - Bassim Abbas - Abdul-Wahab Abu Al-Hail - Mohammed Nasser Shakroun - Ahmed Kadhim Assad - Saša Ilić |